# Dendrophilus xavieri
Dendrophilus xavieri es una especie de coleópteros perteneciente a la familia de los histéridos. Se encuentra en Europa y el norte de Asia (excluyendo China), América del Norte y el sur de Asia.